# Th1rt3en
A Th1rt3en a Megadeth nevű amerikai heavy metal együttes tizenharmadik stúdióalbuma, amely 2011 novemberében jelent meg a Roadrunner Records kiadásában. A lemez producere Johnny K és Dave Mustaine voltak. A felvételek Dave Mustaine énekes/gitáros Vic's Garage nevű saját stúdiójában folytak. A 2001-es The World Needs a Hero óta ez az első Megadeth-stúdióalbum, amelyen az alapító/basszusgitáros Dave Ellefson újra szerepel.
Az albumról kiadott első kislemez a Public Enemy No. 1. A lemeze nyitódala a Sudden Death korábban a Guitar Hero: Warriors of Rock videójátékban szerepelt. A New World Order és a Millennium of the Blind dalok eredetileg 1991-ben íródtak a Countdown to Extinction című albumhoz, de nem kerültek fel rá. A két dal eredeti változata a Youthanasia album 2004-es újrakiadásán volt hallható bónuszként.
A lemezről három dalt is Grammy-díjra jelöltek a Best Hard Rock/Metal Performance kategóriában. 2011-ben a Sudden Death, 2012-ben a Public Enemy No. 1, 2013-ban pedig a Whose Life (Is It Anyways?) kapott jelölést.

## Az album dalai
| 1.    | Sudden Death (zene/szöveg: Dave Mustaine)                                                       | 5:09 |
| 2.    | Public Enemy No. 1 (zene/szöveg: Mustaine, Johnny K)                                            | 4:15 |
| 3.    | Whose Life (Is It Anyways?) (zene/szöveg: Mustaine)                                             | 3:50 |
| 4.    | We the People (zene/szöveg: Mustaine, Johnny K)                                                 | 4:33 |
| 5.    | Guns, Drugs, & Money (zene/szöveg: Mustaine, Johnny K)                                          | 4:19 |
| 6.    | Never Dead (zene/szöveg: Mustaine)                                                              | 4:32 |
| 7.    | New World Order (zene: Mustaine, David Ellefson, Marty Friedman / szöveg: Mustaine, Nick Menza) | 3:56 |
| 8.    | Fast Lane (zene/szöveg: Mustaine, Johnny K)                                                     | 4:04 |
| 9.    | Black Swan (zene/szöveg: Mustaine)                                                              | 4:10 |
| 10.   | Wrecker (zene/szöveg: Mustaine)                                                                 | 3:51 |
| 11.   | Millennium of the Blind (zene: Mustaine, Friedman, Johnny K / szöveg: Mustaine, Johnny K)       | 4:15 |
| 12.   | Deadly Nightshade (zene/szöveg: Mustaine)                                                       | 4:55 |
| 13.   | 13 (zene/szöveg: Mustaine, Johnny K)                                                            | 5:53 |
| 57:30 |                                                                                                 |      |

## Közreműködők
- Dave Mustaine – ének, szóló-, ritmus- és akusztikus gitár, zongora
- Chris Broderick – szóló-, ritmus- és akusztikus gitár, háttérvokál
- Dave Ellefson – basszusgitár, háttérvokál
- Shawn Drover – dobok, háttérvokál